# 矢倉英一
矢倉 英一（やぐら ひでかず、1948年‐）は、日本の実業家である。株式会社エーアイテイー 代表取締役社長。和歌山県出身。

## 略歴
1973年大阪経済大学経営学部卒業。
同年淺川組運輸株式会社入社、アトラス複合輸送（現伊藤忠ロジスティクス)などを経て、
1995年株式会社エーアイテイー入社と同時に代表取締役社長就任。
実質的な創業者であり、中国や東南アジアに特化した物流企業を立ち上げ、2007年東証マザーズ上場、2012年には東証一部上場を果たした。